# Lepus starcki
Lepus starcki (tên tiếng Anh: Ethiopian highland hare) là một loài động vật có vú trong họ Leporidae, bộ Thỏ. Loài này được Petter mô tả năm 1963.